# IWCI
IWCI (International Wildcard Invitational) — неосновной международный турнир по компьютерной игре League of Legends. Проводился с 2015 по 2016 годы как отбор к Mid-Season Invitational. В розыгрышах IWCI принимали участие чемпионы весенних сплитов неосновных региональных лиг.
Победителем турнира дважды становились представители Şampiyonluk Ligi: Beşiktaş eSports Club (2015) и SuperMassive eSports (2016).

## Список чемпионов
| Сезон | Чемпион               | Вице-чемпион  |
| ----- | --------------------- | ------------- |
| 2015  | Beşiktaş eSports Club | INTZ e-Sports |
| 2016  | SuperMassive eSports  | Hard Random   |